# 知野みさき
知野 みさき（ちの みさき、1972年 - ）は、日本の小説家、ファンタジー作家。

## 来歴
千葉県君津市生まれ。8歳の時に富津市へ転居。千葉県立袖ヶ浦高等学校を経て、ミネソタ大学を卒業。現在の駅探でウェブ編集の仕事に携わった後、カナダに渡る。バンクーバー在住。カナダ五大銀行の1つで内部監査部員を務める。2010年、『連翹荘綺譚』が第5回ポプラ社小説大賞の最終候補作に選ばれる。2012年、鈴木みく名義で応募した『加羅の風』で第4回角川春樹小説賞を受賞する。

## 作品リスト

### 二幸堂菓子こよみシリーズ
- 深川二幸堂菓子こよみ（2017年11月 だいわ文庫 ISBN 978-4-479-30680-1 ）
- 深川二幸堂菓子こよみ（二）（2019年５月11日 大和書房 ISBN 978-4-334-77868-2）
- 深川二幸堂菓子こよみ（三）（2020年６月15日 大和書房 ISBN 978-4-479-30818-8 ）
- 深川二幸堂菓子たより　  　　(2022年９月15日 大和書房 ISBN 978-4-479-32029-6 ）

### 江戸は浅草シリーズ
- 江戸は浅草（2018年9月 講談社文庫 ISBN 978-4-06-512172-6 ）
- 江戸は浅草　２　盗人探し（2019年10月 講談社文庫　ISBN 978-4-06-517420-3 )
- 江戸は浅草　３　桃と桜　（2020年10月 講談社文庫　ISBN 978-4-06-520953-0 )
- 江戸は浅草　 4　冬青灯篭　(2022年 1月 講談社文庫　ISBN 978-4-06-526702-8 )
- 江戸は浅草　 5　春の捕物　(2023年 6月 講談社文庫　ISBN 978-4-06-532228-4 )

### 妖国の剣士シリーズ
- 妖国の剣士（2012年10月 角川春樹事務所 ISBN 978-4-7584-1204-9 / 2013年8月 ハルキ文庫 ISBN 978-4-7584-3765-3 ）
- 妖かしの子 妖国の剣士2（2013年10月 ハルキ文庫 ISBN 978-4-7584-3780-6 ）
- 老術師の罠 妖国の剣士3（2014年6月 ハルキ文庫 ISBN 978-4-7584-3829-2 ）
- 西都の陰謀 妖国の剣士4（2015年3月 ハルキ文庫 ISBN 978-4-7584-3883-4 ）
- 天つ御空へ 妖国の剣士5（2023年10月 ハルキ文庫 ISBN 978-4-7584-4598-6 ）

### 上絵師 律の似面絵帖シリーズ
- 落ちぬ椿（2016年7月 光文社時代小説文庫 ISBN 978-4-334-77328-1 ）
- 舞う百日紅（2017年1月 光文社時代小説文庫 ISBN 978-4-334-77418-9 ）
- 雪華燃ゆ（2017年10月 光文社時代小説文庫 ISBN 978-4-334-77546-9 ）
- 巡る桜（2018年7月 光文社時代小説文庫 ISBN 978-4-334-77695-4 ）
- つなぐ鞠（201９年６月 光文社時代小説文庫 ISBN 978-4-334-77868-2 )
- 駆ける百合（2020年６月 光文社時代小説文庫 ISBN 978-4-334-77966-5 )
- しのぶ彼岸花(2021年５月光文時代小説文庫　ISBN 978-4-334-79196-4 )
- 告ぐ雷鳥（2022年５月 光文社時代小説文庫 ISBN 978-4-334-79348-7 )
- 結ぶ菊（2023年５月 光文社時代小説文庫 ISBN 978-4-334-79537-5 )

### 神田職人えにし譚シリーズ
- 飛燕の簪　　（2020年7月 角川春樹事務所 ISBN 978-4-7584-4352-4）
- 妻紅　　　　（2020年8月 角川春樹事務所 ISBN 978-4-7584-4356-2）
- 松葉の想い出（2021年1月 角川春樹事務所 ISBN 978-4-7584-4385-2）
- 獅子の寝床　（2022年2月 角川春樹事務所 ISBN 978-4-7584-4462-0）
- 瑞香　　　　（2023年2月 角川春樹事務所 ISBN 978-4-7584-4543-6)

### 山手線謎日和シリーズ
- 山手線謎日和１（2017年12月 ハルキ文庫 ISBN 978-4-7584-4137-7 ）
- 山手線謎日和２（2019年 1月 ハルキ文庫 ISBN 978-4-7584-4215-2 ）

### 単発作品
- 鈴の神さま（2012年7月 ポプラ社 ISBN 978-4-591-13005-6 / 2018年7月 だいわ文庫 ISBN 978-4-479-30714-3 ）
- しろとましろ 神田職人町縁はじめ（2015年7月 白泉社招き猫文庫 ISBN 978-4-592-83118-1 ）